# اتصال جمعي

## الإتصال الجمعي
هو إتصال يحدث بين مجموعه من الناس لقضاء وقت الفراغ أو التحادث أو اتخاذ قرار أو حل مشكلة حيث تتاح فرصة الإتصال للجميع في الموقف الإتصالي فيتفاعلون مع بعضهم البعض
- ينقسم الإتصال الجمعي على مستوى الموضوع إلى:

### الإتصال الدبلوماسي
وهي الرسائل المتبادله المأثرة بالنظام السياسي أو المؤثره فيه وتقوم المؤسسات الإعلامية بتقديمها للجمهور.
وظائف الإتصال الدبلوماسي
1. تغطية الأحداث الدبلوماسية بشكل دقيق
2. تقديم التفسيرات اللتي توضح الأحداث الدبلوماسية
3. طرح الآراء حول القضايا الدبلوماسية ومساعدة الجمهور في التمييز بين النافع والار
4. السعي لحث الجمهور في المشاركة في إدارة المجتمع
5. الإسهام في دعم القضايا الدبلوماسية الشاملة للمجتمع

### الإتصال السياسي
نشاط سياسي يقوم به إعلاميوون يعكس نشاطات سياسية تتعلق بقضايا البيئة السياسية وتؤثر بالرأي العام وحياة الشعوب، وقد يشارك أفراد المجتمع في العملية السياسية. فالإتصال السياسي هو الذي له تأثيرات واقعيه أو محتملة على عمل الدولة السياسي وهو من أهم عناصر السلطة.
ووللإتصال السياسي قسمين:
- نخب سياسية:

تتأثر بطبيعة القضايا التي تشغلها هذه الفترة
- عامة الناس:

غير مهتمه هذه الفئة بالسياسك وأطلقو بالأغلبية الصامته
أهداف الإتصال السياسي:
1. توصيل الخطاب السياسي للرأي العام
2. مراقبة أعمال السلطة السياسية
3. تفسير الأحداث السياسية
4. الشراكة في الرأي العام خاصة في الأزمات المحلية

### الإتصال السياحي
تلك العملية الهادفة لنقل وتبادل المعلومات السياحية باستخدام وسائل محددة بغرض تحقيق التفاعل. التفاهم من أجل زيادة الوعي السياحي والمساهمة في تدفق السائحين
- وينقسم على مستوى الهدف إلى:
- الإتصال الإقناعي

آلية لتكوين الآراء والاتجاهات والمواقف
- الإتصال التسويقي

هو عملية توصيل فعالة لمعلومات المنتج وأفكاره إلى الجماهير المستهدفه
والإتصال التسويقي يعتمد على الإتصال الجماهيري ويتشكل الإتصال التسويقي بـ
- الدعاية والإعلان
- الترويج البيعي
- العلاقات العامة

خطوات الإتصال التسويقي
1. اختيار الفئة المستهدفة
2. تحديد الأهداف
3. محتوى الرسالة وهي كيفية إقناع المستهلك
4. مصدر الرسالة وهو القائم بالإتصال التسويقي
5. تحديد الموازنة

### الإتصال الثقافي
هو من أنواع التبادل بين الثقافات ويحدث تداخل بين مجتمعين ينتميان إلى ثقافات مختلفه لكل منهما تراث ثقافي متمايز عن تراث الآخر

### الإتصال التنظيمي
الإتصال الذي يتم بين المؤسسات وجماهيرها والإتصال التنظيمي معني بالإتصال الداخلي للمؤسسات خلال نشر المعلومات بين أفراد المؤسسة
و أبرز وسائل الإتصال التنظيمي
1. إتصال شخصي
2. ندوات وحاضرات
3. لجان استشارية
4. بريد
5. تقارير ميدانية
6. دراسات مسحية
7. تحليل ما تنشره وسائل الإعلام

وهناك وسائل تستخدمها المؤسسات كمخرجات:
1. إتصال الوجاهي
2. الهاتف
3. برقيات وفاكس
4. رسائل وبريد إلكتروني
5. وسائل الإتصال الجماهيري
6. الإشاعات